# Pyrausta venalalis
Pyrausta venalalis is een vlinder van de familie van de grasmotten (Crambidae). De wetenschappelijke naam van deze soort is voor het eerst voorgesteld als Botis venalalis door George Duryea Hulst in een publicatie uit 1886. De spanwijdte bedraagt 22 millimeter.
De soort komt voor in de Verenigde Staten.